# Orthocaulis kunzeanus
Orthocaulis kunzeanus là một loài rêu trong họ Anastrophyllaceae. Loài này được Huebener H. Buch mô tả khoa học đầu tiên năm 1936.